# Klein leermos
Het klein leermos (Peltigera rufescens) is een leermos uit de familie Peltigeraceae. De soort heeft een berijpte bovenkant, omhoog gebogen uiteinden van de lobben en vertakte bruin (aangelopen) rhizinen. Het groeit terrestrisch op kalkrijke zandgronden.

## Kenmerken

### Uiterlijke kenmerken
Leermos met een (bij droogte) deels wit berijpt thallus met opstijgende lobeinden. De lobben zijn kort, ingesneden, bruingrijs met sterk omgekrulde randen. De onderkant van het leermos heeft bruine draden. Apothecia komen vrij vaak voor aan de bovenkant van de omgebogen uiteinden. Ze zijn roodbruin met een diameter tot 5 mm. In deze apothecia worden sporen gevormd. Isidia en sorediën zijn afwezig bij deze soort. 

### Microscopische kenmerken
De ascus zijn 8-sporig. De ascosporen meercellig, spoelvormige, kleurloze, naaldachtig, 3-5 septaat van 30–70 × 3–5 μm. Conidiomata worden soms geproduceerd door het korstmos; de conidia zijn 7–10 bij 2,5–4,5 μm. De fotobiontpartner van Peltigera rufescens is cyanobacterie uit het geslacht Nostoc.

## Vergelijkbare soorten
Hij lijkt op groot leermos (Peltigera canina), die lobeinden heeft die naar beneden gebogen zijn.

## Verspreiding
Peltigera rufescens is een veelvoorkomende en wijdverspreide korstmossoort met een kosmopolitische verspreiding. In Nederland komt hij vrij zeldzaam voor. In de duinen is hij wel algemeen en hij is zeldzaam in het binnenland. Hij staat op de rode lijst in de categorie kwetsbaar.